# 韦皓
韦皓（1971年10月—），中华人民共和国政治人物，正高级工程师。长期在铁路系统工作，曾任中国铁路广州局集团有限公司党委书记、董事长。
现任东莞市委书记、东莞军分区党委第一书记。